# توربن كريستنسن
توربن كريستنسن (بالدنماركية: Torben Christensen)‏ هو لاعب كرة قدم دنماركي في مركز الوسط، ولد في 14 يوليو 1963. شارك مع منتخب الدنمارك لكرة القدم. أما مع النوادي، فقد لعب مع آرهوس جمناستيك فورينينغ ونادي سانت غالن.

## وصلات خارجية
- توربن كريستنسن على موقع قاعدة بيانات كرة القدم.إي يو (الإنجليزية)
- توربن كريستنسن على موقع ناشيونال فوتبول تيمز (الإنجليزية)